# Maternus (Usurpator)
Maternus († März 187 in Rom?) war ein römischer Usurpator, der sich im südlichen  Gallien gegen Kaiser Commodus erhob.

## Leben
Maternus, der bei Herodian als Deserteur, Bandit und Glücksritter charakterisiert wird, soll sich im Jahr 185 (oder 186) an die Spitze einer Empörung gesetzt haben, die offenbar auch aus sozialen Unruhen geschürt war, und ließ sich zum Imperator ausrufen. Der Aufstand, der auch nach Spanien übergegriffen haben soll, wurde von Pescennius Niger im so genannten bellum desertorum niedergeschlagen. Maternus entkam nach Norditalien, wo er den Bandenkrieg fortsetzte. Während der Feier der Großen Göttin im März 187 plante er angeblich einen Mordanschlag auf den Kaiser. Der Plan flog auf und Maternus wurde noch vor Beginn der Festlichkeiten hingerichtet. Dieser Vorfall bewog Commodus, seine Leibgarde zu verstärken und sich noch mehr von den Regierungsgeschäften und öffentlichen Auftritten fernzuhalten.
Die Zuverlässigkeit der Darstellung Herodians über die Usurpation und die Attentatspläne des Maternus wird von der Forschung teilweise in Zweifel gezogen, die Quellenlage ist insgesamt widersprüchlich.